# Serra d'arquet

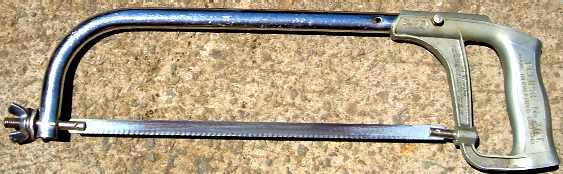
Serra d'arquet

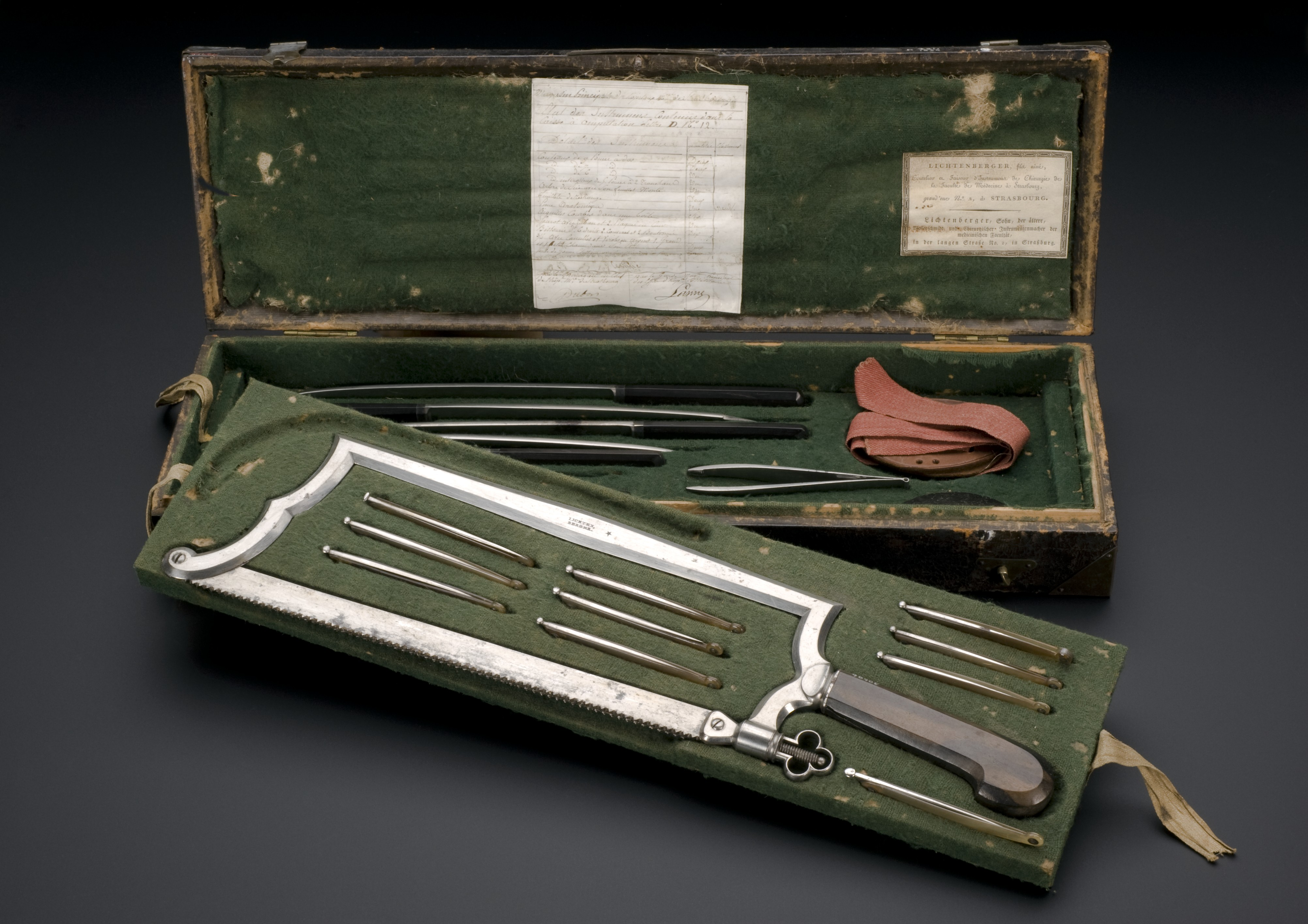
Una serra d'arquet quirúrgica per a amputacions

La serra d'arquet  és una eina de tall per metalls, ossos o marqueteria. Algunes porten subjeccions que mantenen la serra ferma i la tornen fàcil de manipular. La fulla intercanviable és de dents fins i està tensionada sobre una muntura. S'ha de col·locar la fulla correctament, és a dir, amb les dents cap a davant per permetre el tall en el moviment d'avanç.